# Blob architecture
Pour les articles homonymes, voir Blob.

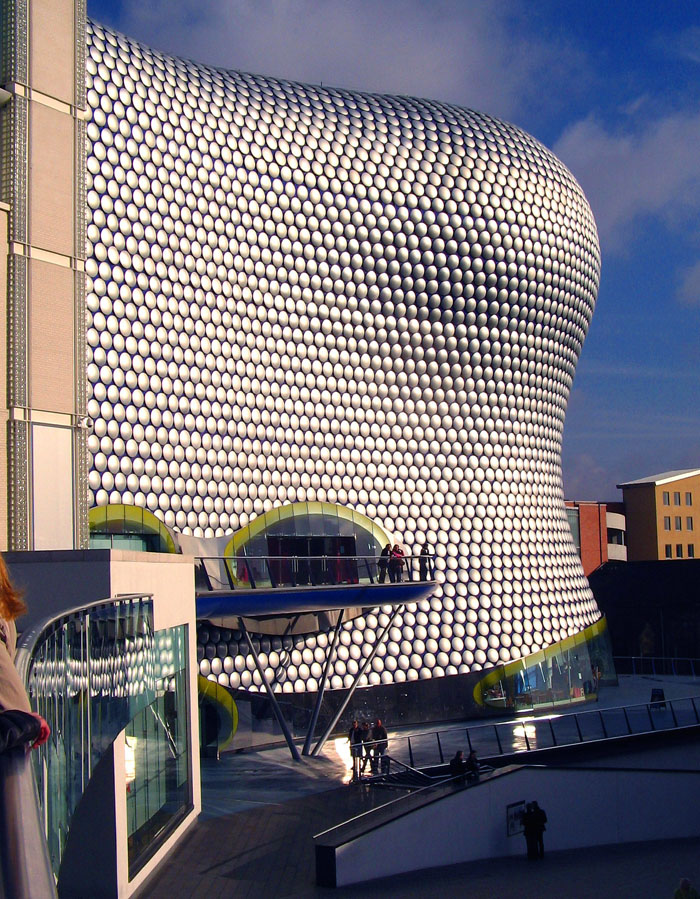
Le bâtiment en forme de blob de Future Systems pour les magasins Selfridges en 2003. Il est censé évoquer la célèbre robe cotte de mailles de Paco Rabanne. Son caractère monumental cherche à revivifier l'image du centre de Birmingham.

La blob architecture ou blobitecture ou encore architecture de blobs, de « blob » en anglais signifiant « tache » ou « goutte », est un terme donné à un courant architectural dans lequel les bâtiments ont une forme organique molle et bombée, comme de grosses amibes. Parfois, en voulant donner un nom plus francophone pour cette appellation correspondant à une catégorisation relativement peu répandue localement dans ses concepts, certaines revues d'architecture avancent le terme d'architecture « organique », mais c'est faire l'amalgame avec une architecture organique qui tirerait ses fondements de Wright et qui ne serait pas forcément de forme molle (comme la maison de la cascade). Le qualificatif « biomorphique » serait alors plus approprié pour ses correspondances avec « organique » sans pour autant les confondre l'un avec l'autre.
La blob architecture se définirait alors selon trois optiques : 
- philosophique, puisqu'elle s'inscrit comme l'héritière de l'architecture organique et poursuit son dialogue entre le bâti et la nature ou cosmos qui est le fondement antique de l'harmonie et donc de la codification du beau.
- structurelle, puisqu'elle prend pour modèle dans la nature les organismes mous qui ont des organes dont la forme provient d'une enveloppe à tension minimum en tension de surface (tendance fonctionnaliste internationale) ou la forme que prennent le galet usé, le rocher usé, la courbe de la côte usée en abord de rivière (tendance naturaliste anglo-saxonne et tendance culturelle japonaise).
- formelle, puisque dès qu'un bâtiment a une allure informe et sinueuse il est catalogué comme blob, c'est-à-dire mou, situation venant de la nouveauté et de l'absence de règles catégorisant consensuellement ce mouvement, certains pouvant par exemple être rangés dans le mouvement postmodernisme par leur esprit de conception.

## Origines du terme de «blob architecture»

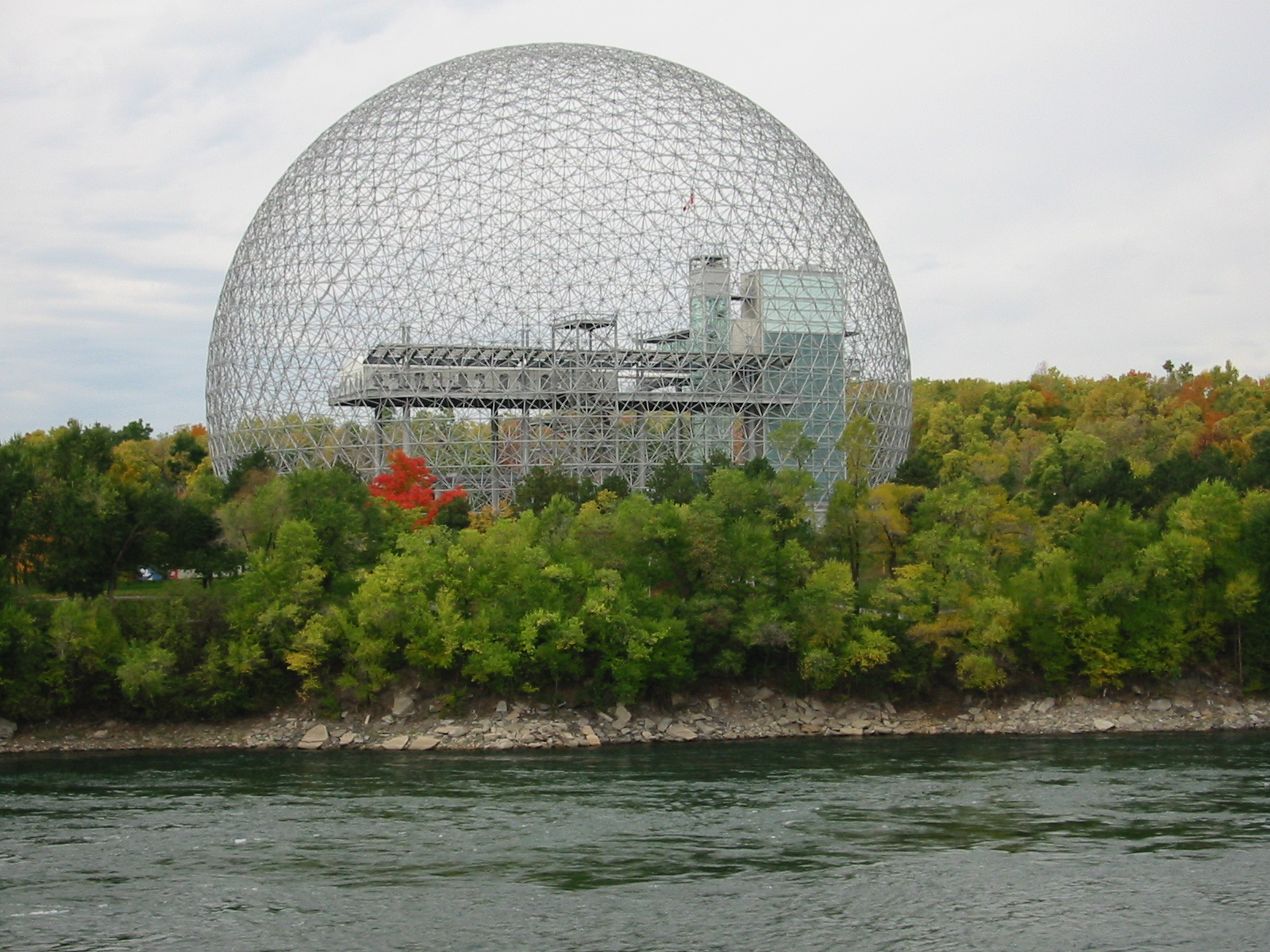
La Biosphère de Montréal de Buckminster Fuller, 1967

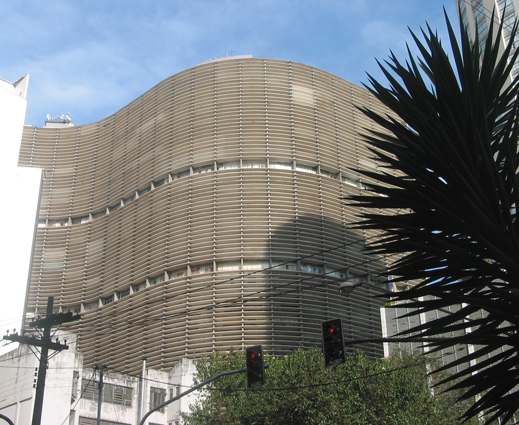
Le Edifício Copan, 1957

Le terme « blob architecture » a été créé par l'architecte Greg Lynn en 1995 dans ses expérimentations  avec le logiciel de dessins metaball, profitant de l'apport nouveau des technologies de la numérisation C.A.O.. 
Le développement des logiciels depuis 1970, d'abord dans l'assistance à la réalisation fonctionnelle et les aspects techniques de la construction, puis le développement de la représentation en « 3D » des volumes articulés et la conception architecturale, a autorisé une conception qui s'affranchit quasiment des problèmes de réalisation des structures n'ayant pas une forme développable cubique ou cylindrique, forme qui simplifiait les problèmes mécaniques de la verticalité et de l'horizontalité de la mise en étages des édifices. C'est alors qu'un nombre d'architectes et de créateurs de meubles commença à faire des recherches avec ce genre de logiciels pouvant manipuler des formes adoucies, puis totalement libres, débouchant sur la création de formes inédites. La popularisation de l'ordinateur, outil nécessaire, favorisa l'essor de la blob architecture au milieu des années 1990 puisqu'il permit facilement de s'affranchir du plan et de la planche à dessin.
Malgré son caractère de mouvement architectural organique, la blob architecture est impensable sans cet outil avec lequel les architectes obtiennent ces formes en bidouillant des algorithmes.
Bien que l'appellation « blob architecture » fût en vogue déjà au milieu des années 1990 dans la veine inventive associée au « virtuel » du numérique, le mot « blobitecture » apparut pour la première fois en 2002 dans la rubrique On language que tenait William Safire dans le New York Times (le titre de l'article était Defenestration.) Bien que l'intention générale allait au dénigrement, le mot fit florès et est depuis largement utilisé en langue anglaise pour parler de bâtiments ayant des formes rondes et incurvées.

## Précurseurs

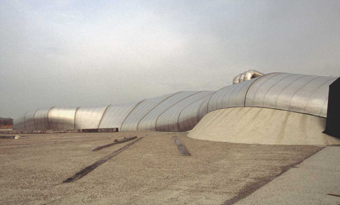
Le pavillon de l'eau de 1997 par NOX/Lars Spuybroek aux Pays-Bas.

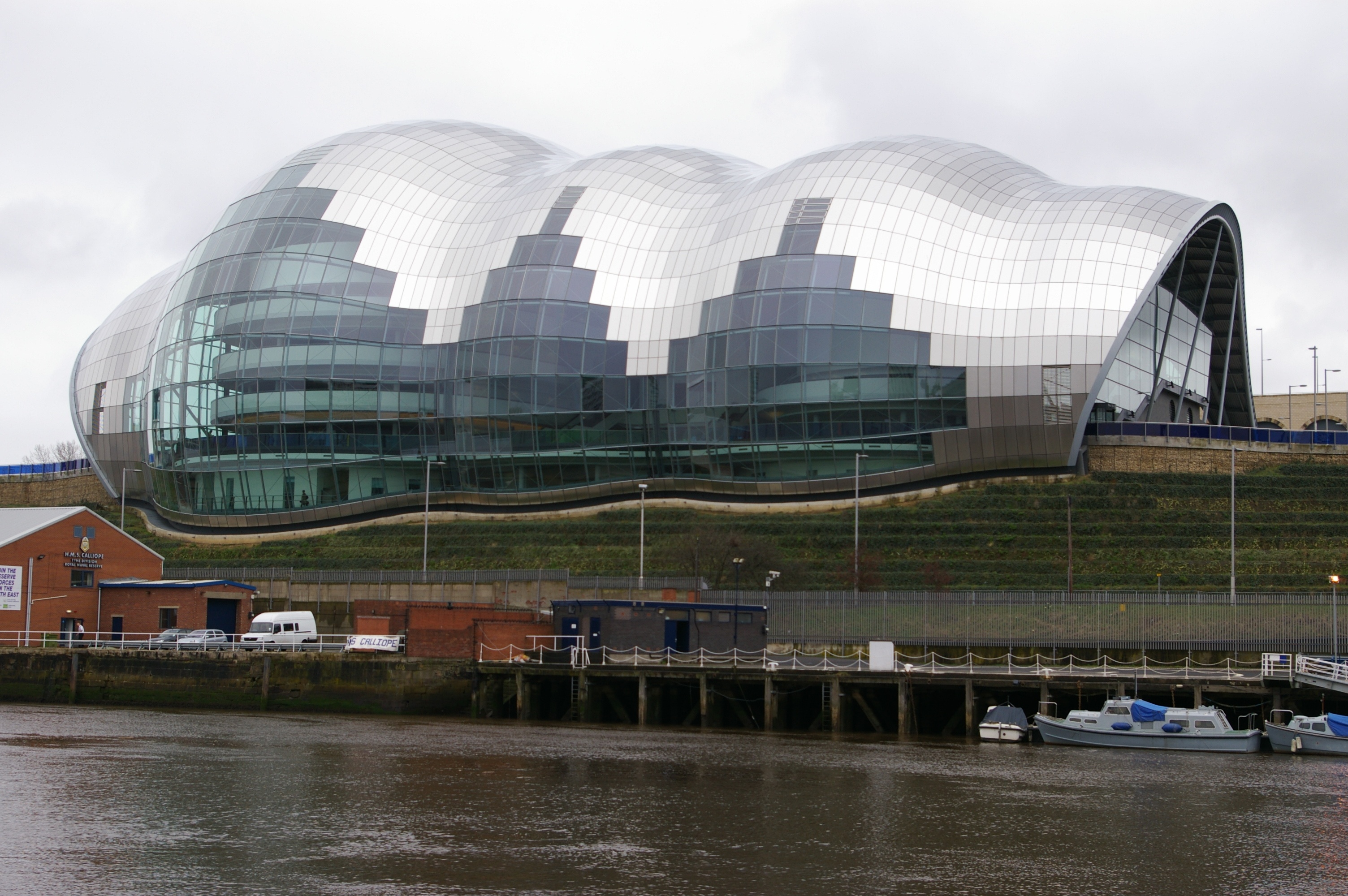
Le Sage Gateshead par Norman Foster

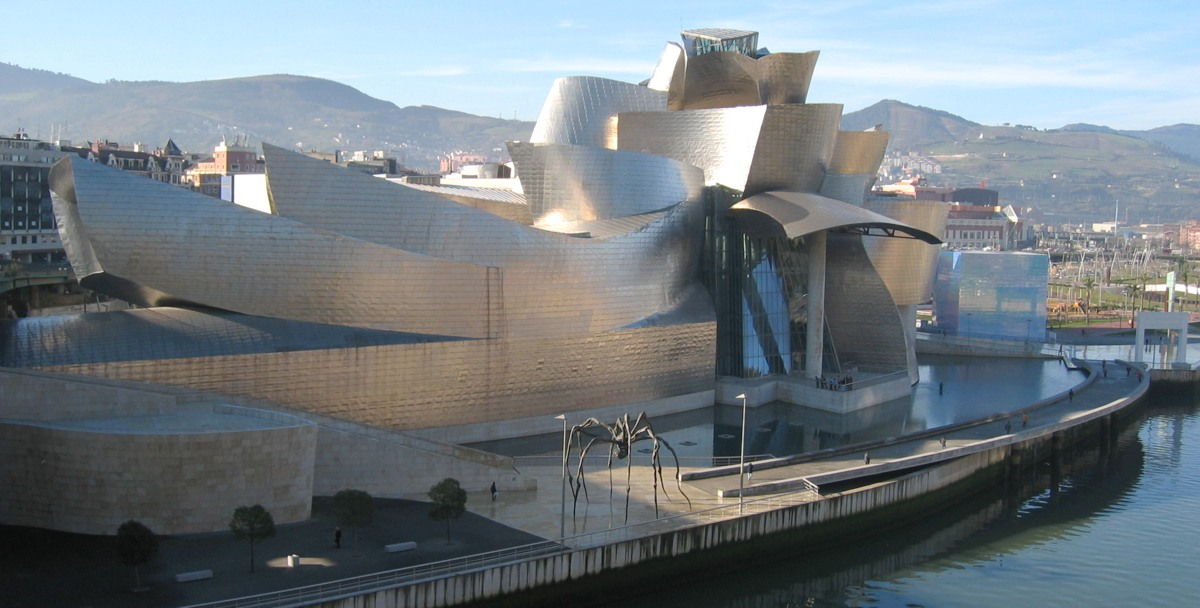
Le musée Guggenheim de Bilbao, le long de la Nervión dans le centre-ville de Bilbao

Archigram, le groupe d'architectes britanniques des années 1960 dont faisait partie Peter Cook, a clairement influencé la blob architecture. Ils s'intéressaient à l'architecture gonflable sans angles tout comme aux formes obtenues grâce au moulage du plastique aux formes adoucies.
Ron Herron, un autre membre d'Archigram, dessina de l'architecture très semblable à ce qui fait la blob architecture dans ses projets de Walking City ou d'Instant City, ou encore Michael Webb avec son projet de Sin Centre. Il existait à l'époque une expérimentation architecturale intégrée au psychédélisme des années 1970 fort du son de la musique électronique (les « synthés » naissants) et de la lumière mise en jeu de couleurs et de mouvements.
 La Maison sans fin de Frederick Kiesler, qui ne fut pas construite, est un autre exemple de blob architecture avant la lettre parce que dessinée avant l'usage des outils logiciels, et quoiqu'elle affichait le principe de symétrie dans les formes. Son projet du Sanctuaire du Livre (commencé en 1965) a la forme caractéristique d'une gouttelette et anticipait le répertoire de formes qui intéresse les architectes d'aujourd'hui.
À la même époque en France, on trouve des architectes comme Antti Lovag, Claude Costy ou Pascal Haüsermann avec leurs maisons-bulles qui s'apparentent au renouveau des formes artistiques de la culture pop.
On peut aussi rapprocher de la blob architecture, si on envisage plus le côté formel que technique, le travail d'architectes comme Antoni Gaudí à Barcelone ou les expressionnistes comme Bruno Taut et Hermann Finsterlin.

## Exemples
En dépit de l'acception étroite de la blob architecture (c'est-à-dire celle obtenue grâce à l'ordinateur), le mot, surtout dans le langage courant, est de plus en plus associé à une série de réalisations aux formes incurvées et un peu étranges comme le musée Guggenheim de Bilbao (en 1997) ou l'Experience Music Center (en 2000) de Gehry, bien que ceux-ci, à strictement parler, ne sont pas vraiment de la blob architecture : même s'ils ont été réalisés grâce à la C.A.O., comme le logiciel CATIA en particulier, ils ont été retranscrits numériquement à partir de maquettes réelles sans manipulations ex nihilo à l'ordinateur ; leur conception tient plus de la sculpture traditionnelle que de nouvelles technologies. 
Le premier vrai bâtiment blobesque à avoir été construit le fut à Neeltje Jans aux Pays-Bas par Lars Spuybroek (NOX) et Kas Oosterhuis. Appelé le pavillon de l'eau (1993-1997), ce n'est pas seulement sa forme qui est due à des opérations numériques, mais aussi son ambiance intérieure électroniquement interactive où les sons et la lumière peuvent être modulés par les visiteurs.
Un bâtiment qui peut aussi être considéré comme exemplaire des blobs est la Kunsthaus de Graz, construite en 2003 par Peter Cook et Colin Fournier.
Parmi d'autres exemples on peut aussi citer la maison Xanadu (1979) de Roy Mason, ou encore une rare excursion sur cette voie d'Herzog & de Meuron avec l'Allianz Arena (2005). 
En 2005, Norman Foster s'est, dans une certaine mesure, aventuré dans la blobitecture  avec sa bibliothèque de philologie de l'université libre de Berlin rappelant un peu la forme d'une cervelle, et le Sage Gateshead ouvert en 2004 à Gateshead qui là ressemble à un crosne géant.
En France, la blob architecture est peu visible. Les figures les plus marquantes sont Jakob + MacFarlane, notamment avec la réalisation du restaurant Georges au dernier étage du Centre Pompidou (1998). Mais il n'y a pas à proprement parler d'architecte emblématique de cette mouvance, seulement des projets (construits ou de papier) dans l'œuvre d'architectes qui explorent le champ plus élargi de l'architecture. L'architecte François Roche fait un travail qui peut parfois être qualifié de blob architecture. Certains projets de comme l'U.E.R. de droit à Limoges de Massimiliano Fuksas (1996) ou la couverture de la cour Visconti au Louvre de Rudy Ricciotti (2011) font intervenir des formes organiques pour créer un effet de contraste avec une structure plus orthonormée autour. L'architecte d'origine française Ephraim Henry Pavie réalise en Israël Biomorphic House  (2012). 

## Galerie

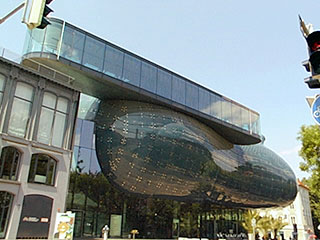
La Kunsthaus de Graz, Peter Cook et Colin Fournier
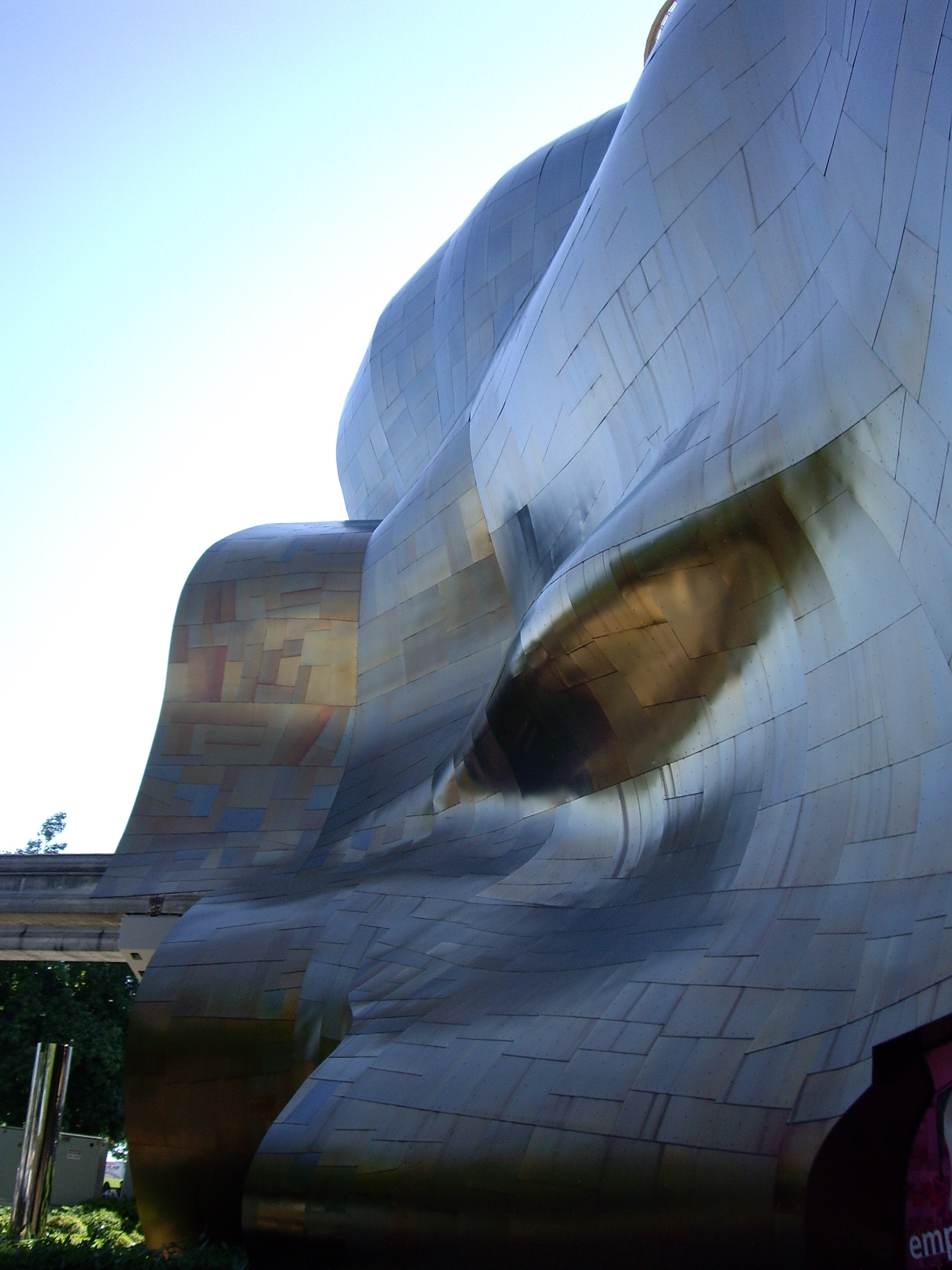
Un des flancs de l'Experience Music Project, Frank Gehry
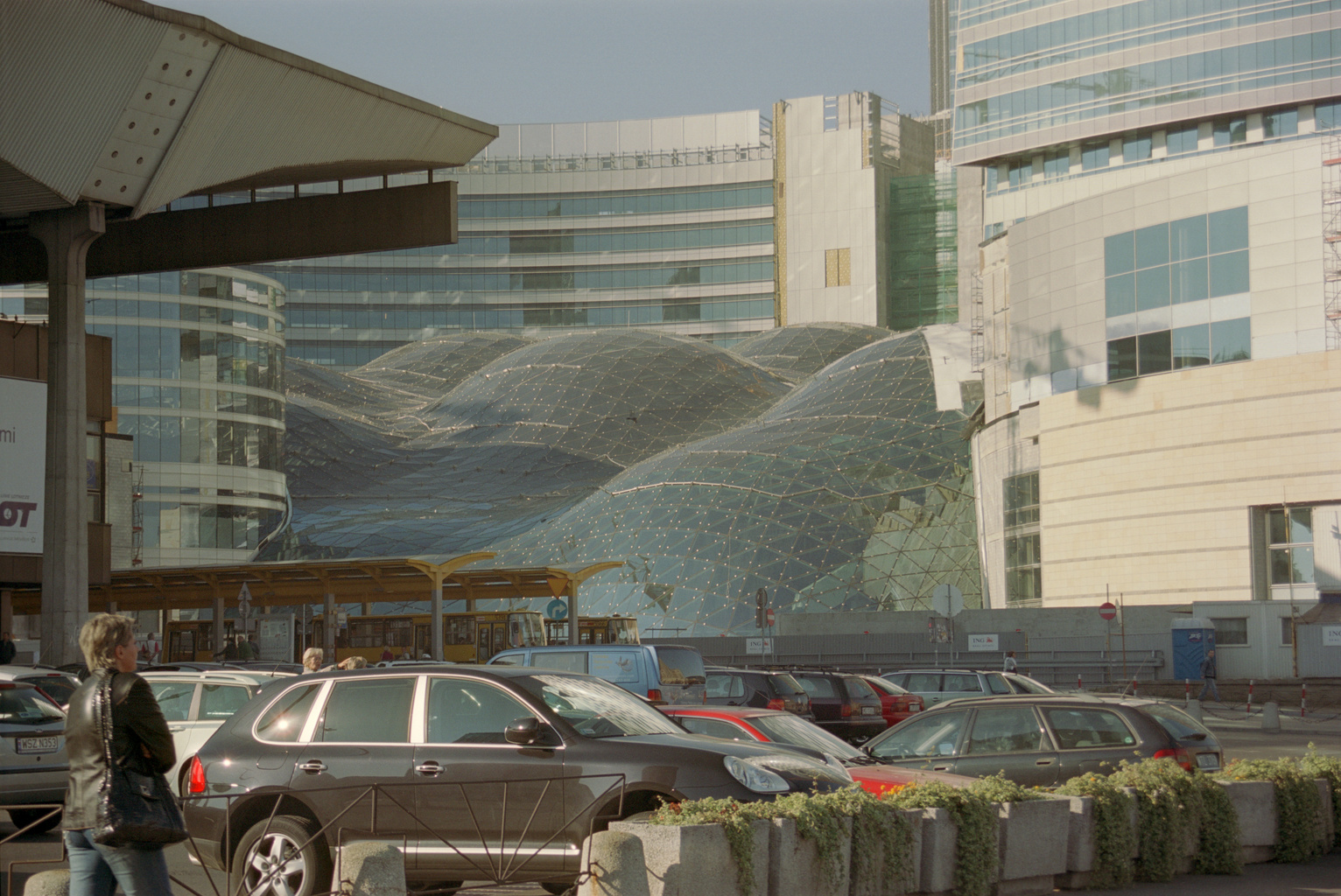
Złote Tarasy à Varsovie, The Jarde Partnership (architectes)
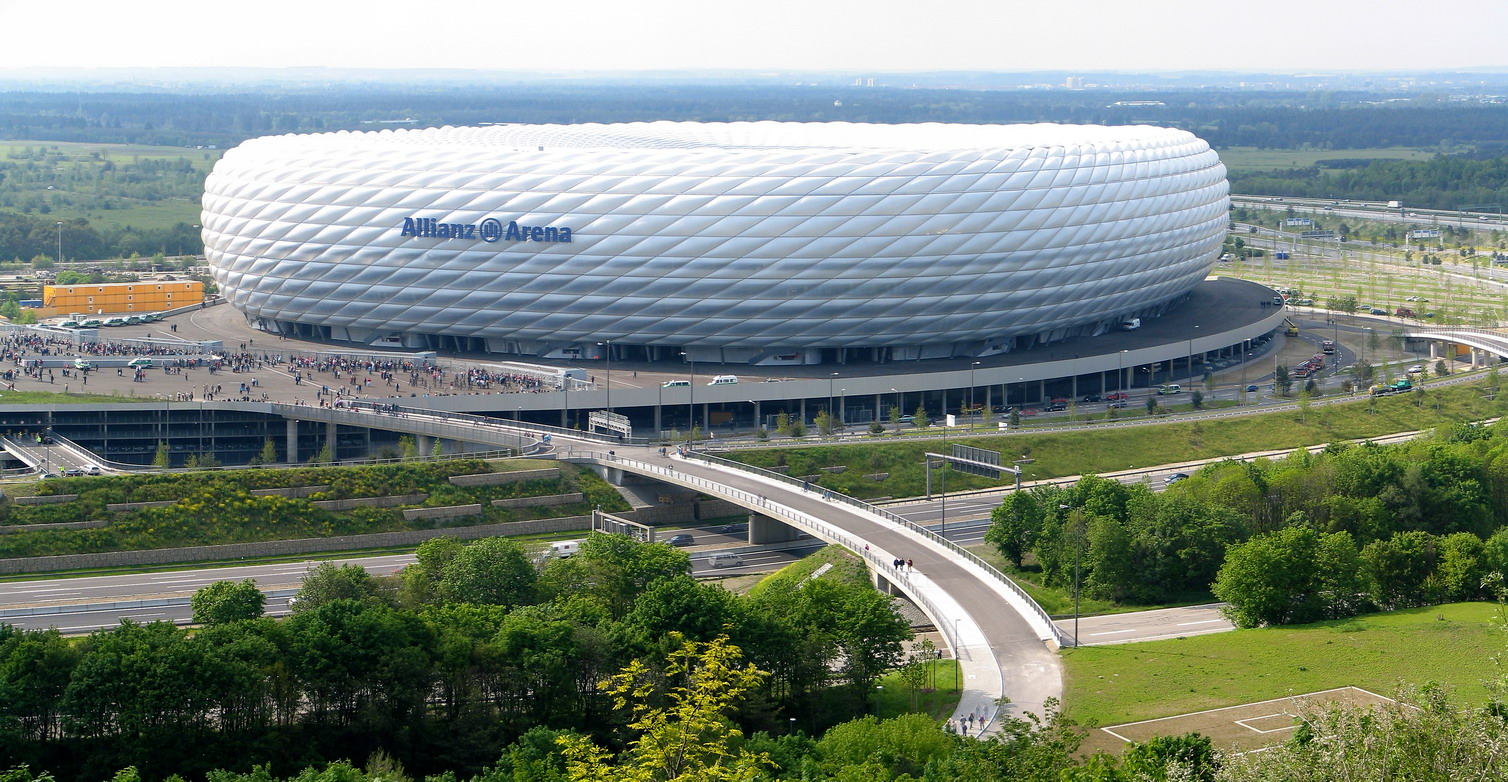
L'Allianz Arena de Munich, Herzog & de Meuron
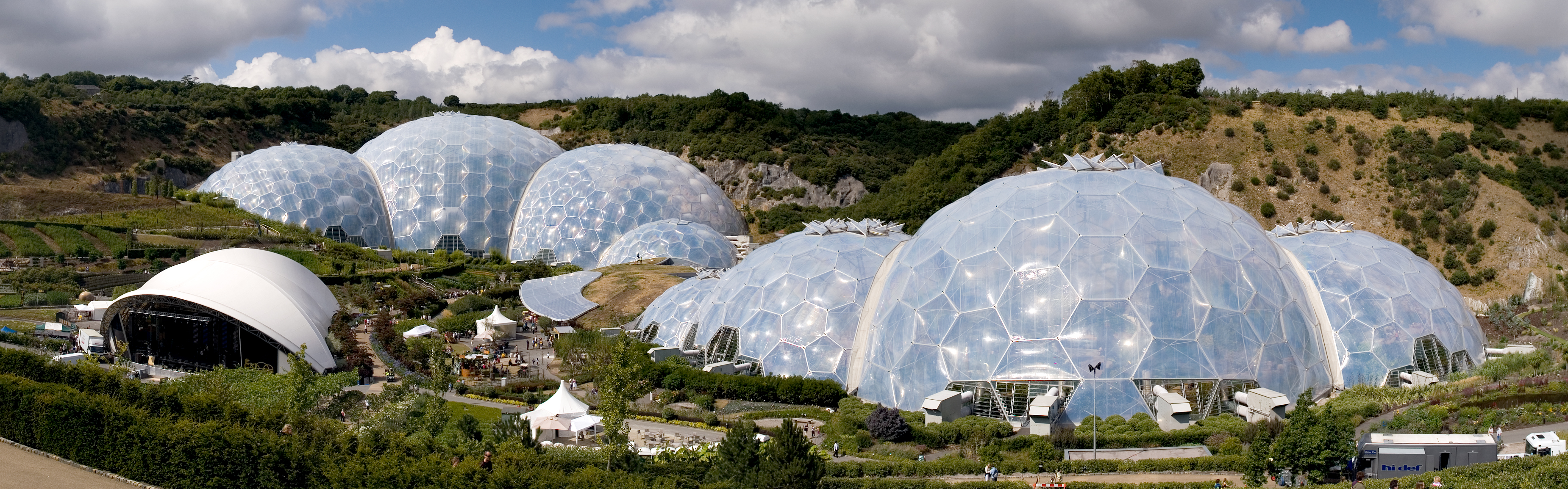
Vue panoramique du dôme géodésique de l'Eden Project, Nicholas Grimshaw
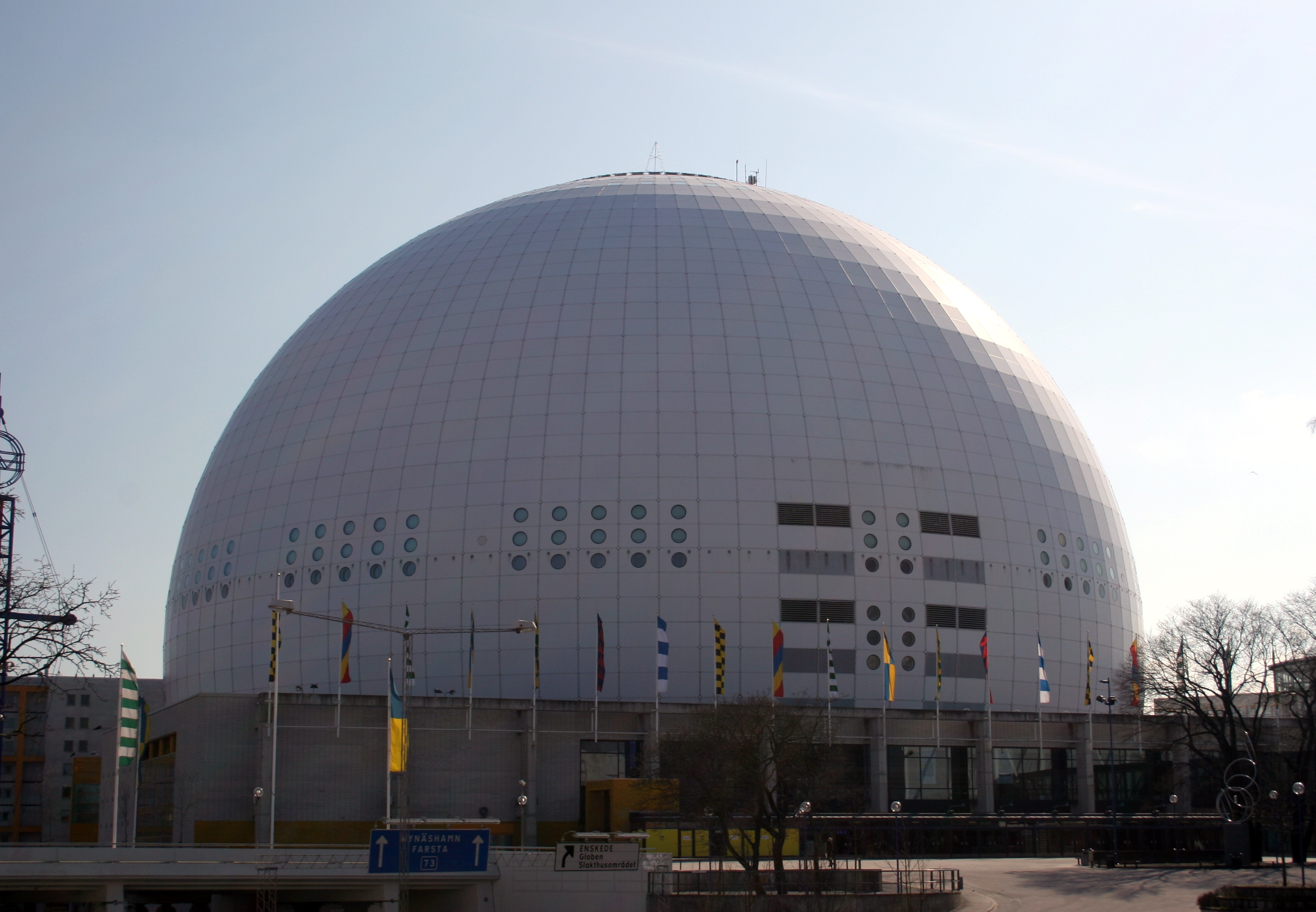
Globen au sud de Stockholm, construit en 1989 par Berg Arkitektkontor AB
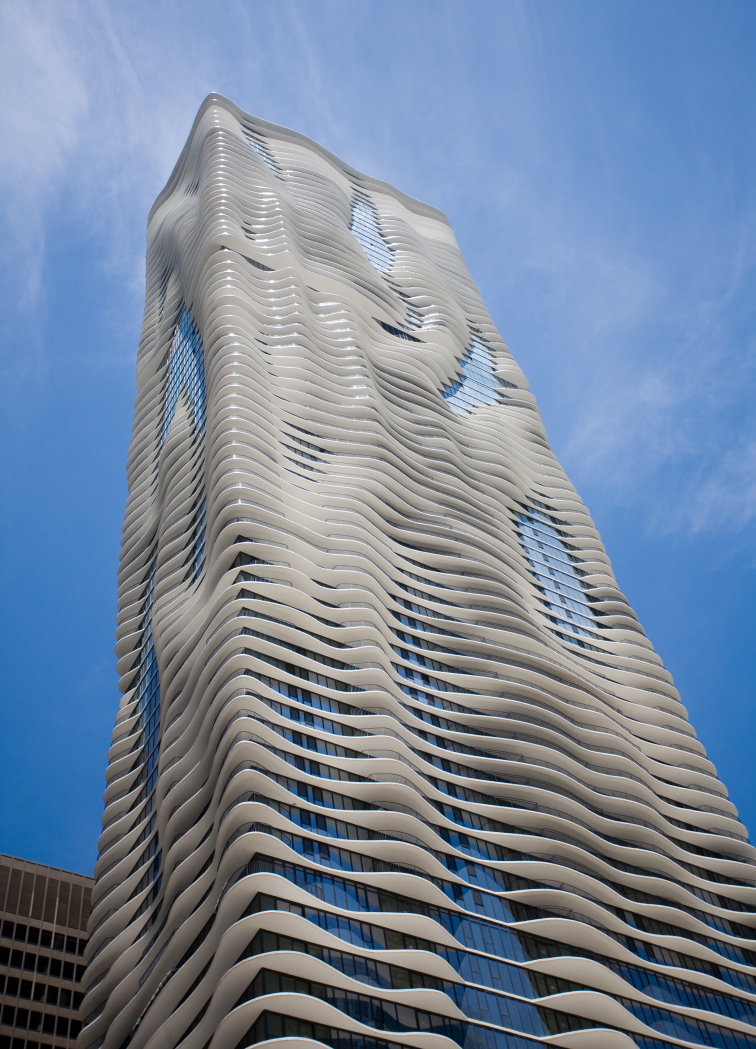
Aqua Building à Chicago
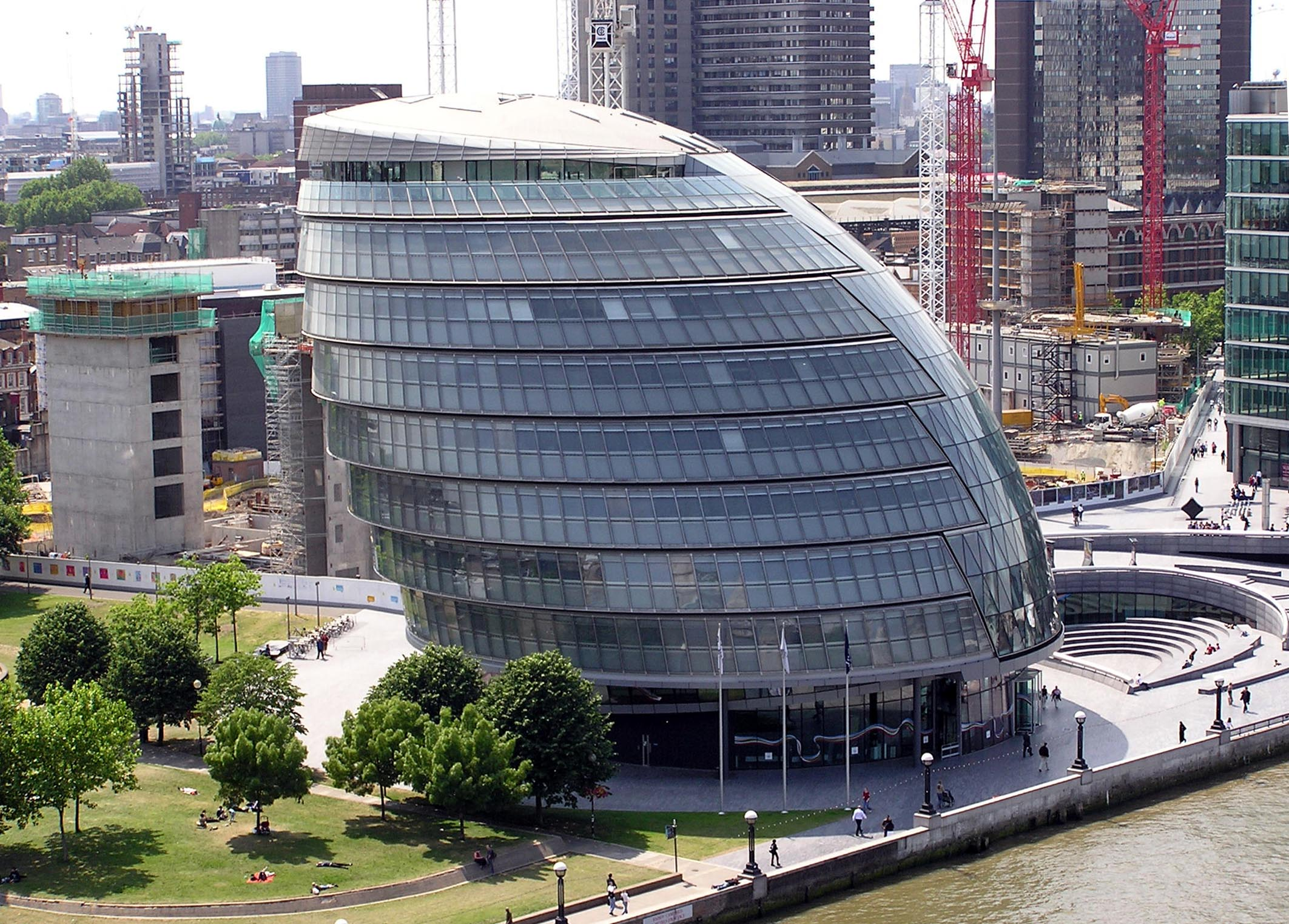
L'hôtel de ville de Londres, Norman Foster
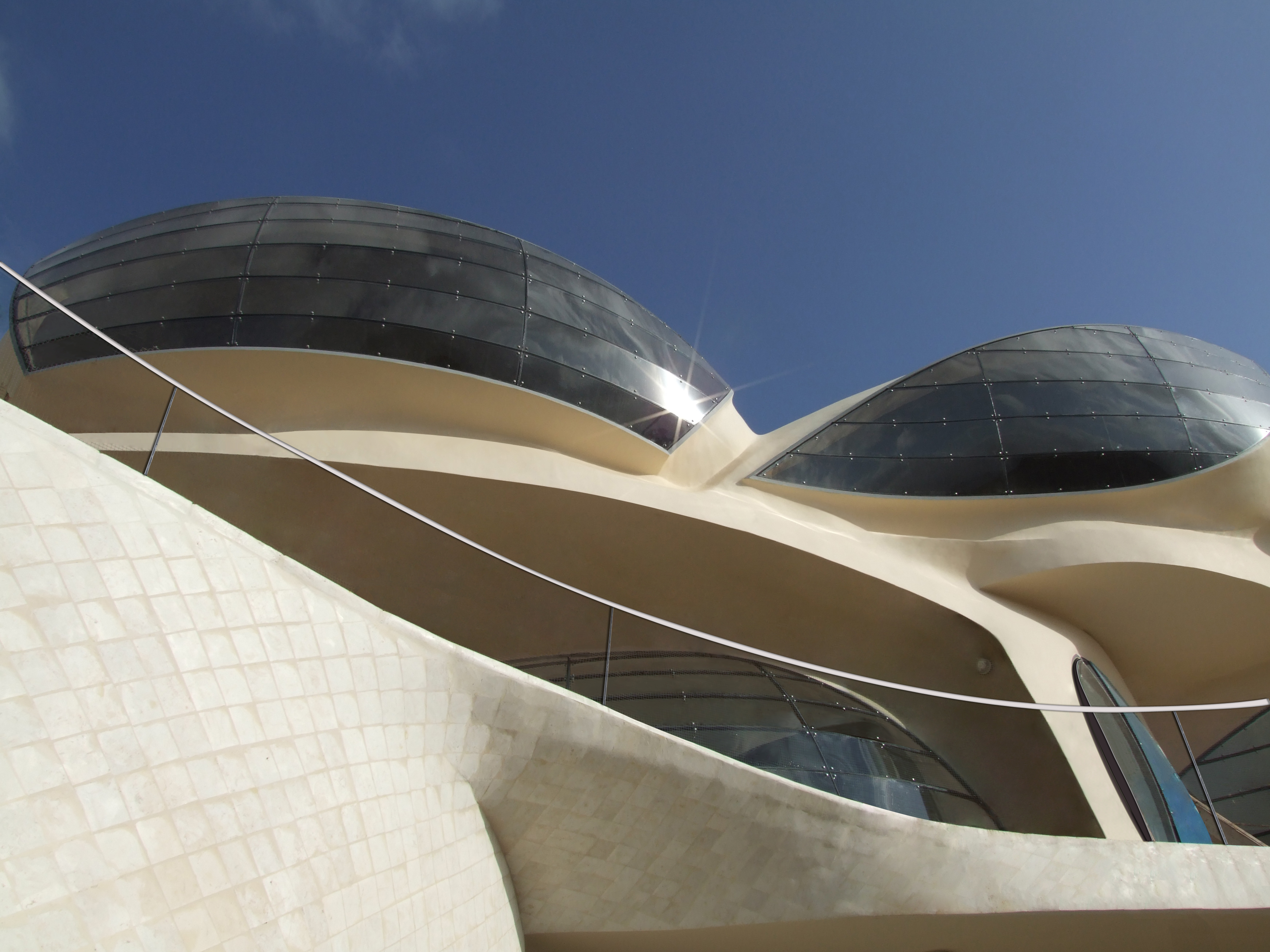
Biomorphic House  Israël, Ephraim Henry Pavie.